# Monster (Starset-dal)
A Monster az első kislemez a Starset második stúdióalbumáról, a Vesselsről. A szám legmagasabb Billboard Mainstream Rock Songs pozíciója a második volt 2017 májusában.

## Háttér
A "Monster"-t 2016. október 28-án adták ki a Vessels első kislemezeként. Elsőként a YouTubeon (ahol egy hét alatt több, mint 450,000 megtekintést ért el, kevesebb, mint két hét alatt pedig már 600,000 felett járt) és az Octane (Sirius XM)-en jelent meg 2017 májusában a szám elérte a második helyezést a Billboard Mainstream Rock slágerlistáján és 2017 augusztusában pedig (a Loudwire szerint) a szám a második legnépszerűbb rock dal volt a Modern Rock Radión az Egyesült Államokban.

## Kompozíció és téma
Mindkét Starset album a Transmissions és a Vessels is koncepcióalbum, a Starset Societyvel a középpontban (egy fiktív csoport, amely a pozitív és negatív hatásait vizsgálja a tudományoknak és a technológiának a társadalmon). Dustin Bates  a Vessels történetét egy sötét, disztópikus utazásként jellemezte a vizsgálattal kapcsolatban. 

## Videóklip
A klip elején megjelenik egy fekete ruhás lény, miközben háromszög alakú, az égen lebegő tárgyakat figyel. A folytatásban egy városban sétál, ahol az embereken színes headsetek vannak, ami irányítása alatt tartja és mozdulatlanná teszi őket. Eközben az emberek boldog emlékeket látnak a headseten keresztül. Mikor később elsétál egy nő mellett, aki észreveszi őt, megfordul és követi a nőt a lakásába, ahol eltávolítja a headsetét. A lány nagyon megrémül a jelentől és megpróbál elmenekülni, de túlságosan sokkolta a valóság és lenyugszik. Ezután a fekete ruhás alak körbevezeti a városban és megmutatja neki a lebegő tárgyakat és a mozdulatlan embereket. Megmutat neki egy hologramot, amin a Föld elpusztítását láthatjuk, majd kézenfogva elhagyják a várost. A klip végén a város elpusztul és a háromszög alakú tárgyak pedig elúsznak az égen. 

## Előadók
- Dustin Bates – ének, gitár
- Brock Richards – szólógitár
- Ron DeChant – basszus
- Adam Gilbert – dobok

## Slágerlisták

### Heti slágerlisták
| Slágerlista (2016–17)                       | Legmagasabb pozíció |
| ------------------------------------------- | ------------------- |
| US Mainstream Rock (Billboard)              | 2                   |
| US Rock Airplay (Billboard)                 | 14                  |
| US Hot Rock & Alternative Songs (Billboard) | 27                  |

### Év végi slágerlisták
| Slágerlista (2017)            | Pozíció |
| ----------------------------- | ------- |
| US Hot Rock Songs (Billboard) | 84      |

## Fordítás
Ez a szócikk részben vagy egészben  a   Monster (Starset song) című angol Wikipédia-szócikk ezen változatának fordításán alapul.  Az eredeti cikk szerkesztőit annak laptörténete sorolja fel. Ez a jelzés csupán a megfogalmazás eredetét és a szerzői jogokat jelzi, nem szolgál a cikkben szereplő információk forrásmegjelöléseként.